# 津巴布韦白人
津巴布韦白人（英語：White Zimbabweans）是南部非洲国家津巴布韦的白人（高加索/欧洲）。从语言、文化和历史的角度来看，这些具有欧洲民族血统的津巴布韦人分为讲英语的英国和爱尔兰移民后代、讲南非荷兰语的南非白人后代以及希腊和葡萄牙移民后代。
19世纪末，少数欧洲人作为移民来到津巴布韦，当时是英国殖民地南罗得西亚。在接下来的75年里，白人的稳定移民仍在继续。津巴布韦的白人人口在1975年达到约29.6万，仅占人口的8%多一点。1999年下降到12万左右，2002年下降到5万以下。津巴布韦的白人人口在2012年的人口普查中仅为28,732人。